# Melfi
Melfi – miejscowość i gmina we Włoszech, w regionie Basilicata, w prowincji Potenza. Według danych z 31 grudnia 2016 gminę zamieszkiwało 17 822 osób.
W 1089 roku Urban II zwołał w Melfi synod. W XIII w. miasto przeszło pod panowanie cesarza Fryderyka II Hohenstaufa, który wybudował normański zamek i uczynił go swoją siedzibą.
W San Nicola di Melfi koło Melfi znajduje się jedna z najnowszych i największych fabryk Fiata, która w latach 90. mogła produkować do 430 tys. sztuk samochodów klasy B rocznie. Powstawały tam modele Fiat Punto obu generacji oraz Lancia Y. Obecnie jest tam produkowany Fiat Grande Punto w wersjach Evo i Abarth oraz Fiat 500X i Jeep Renegade.

## Galeria

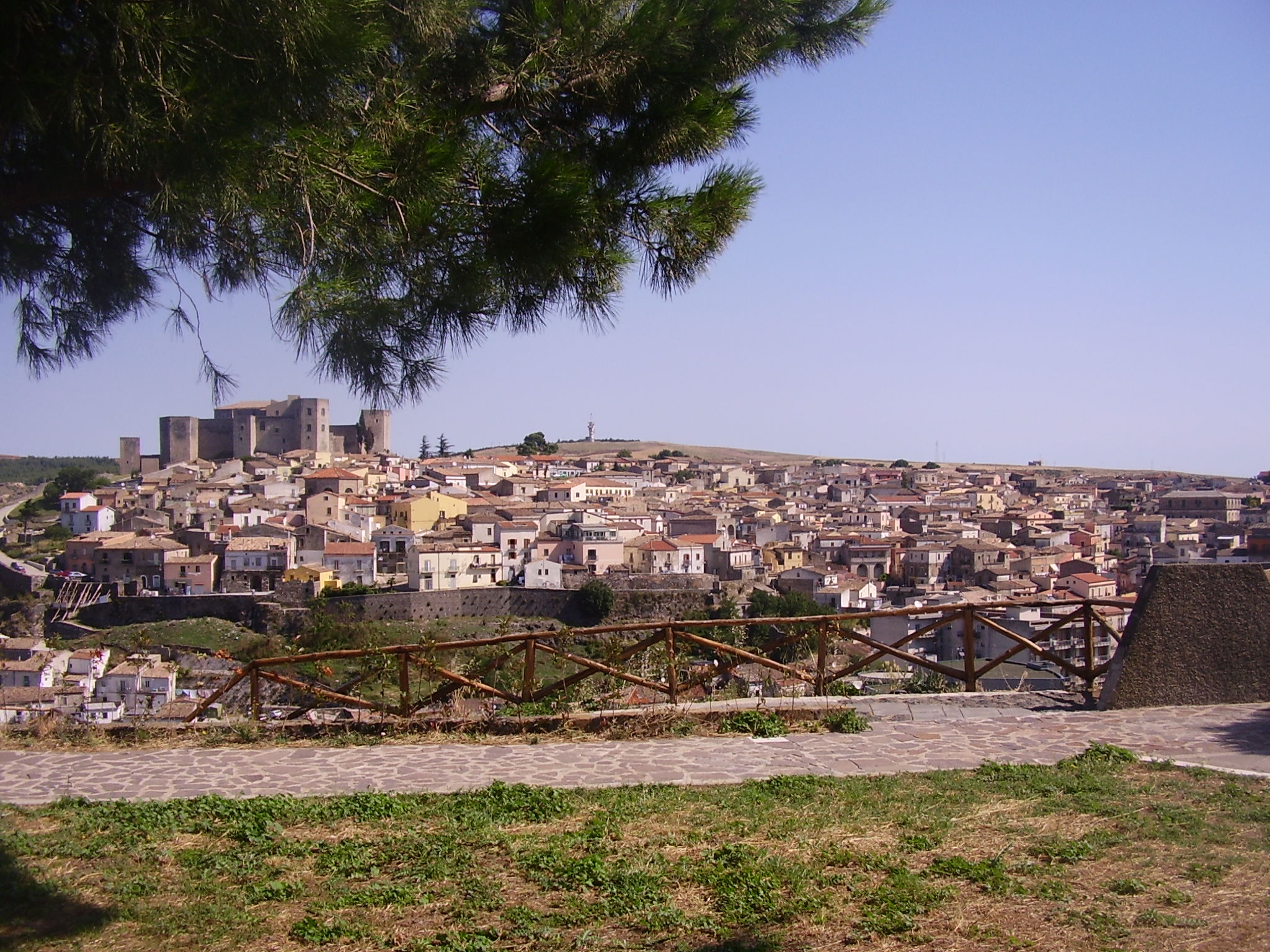
Widok Melfi
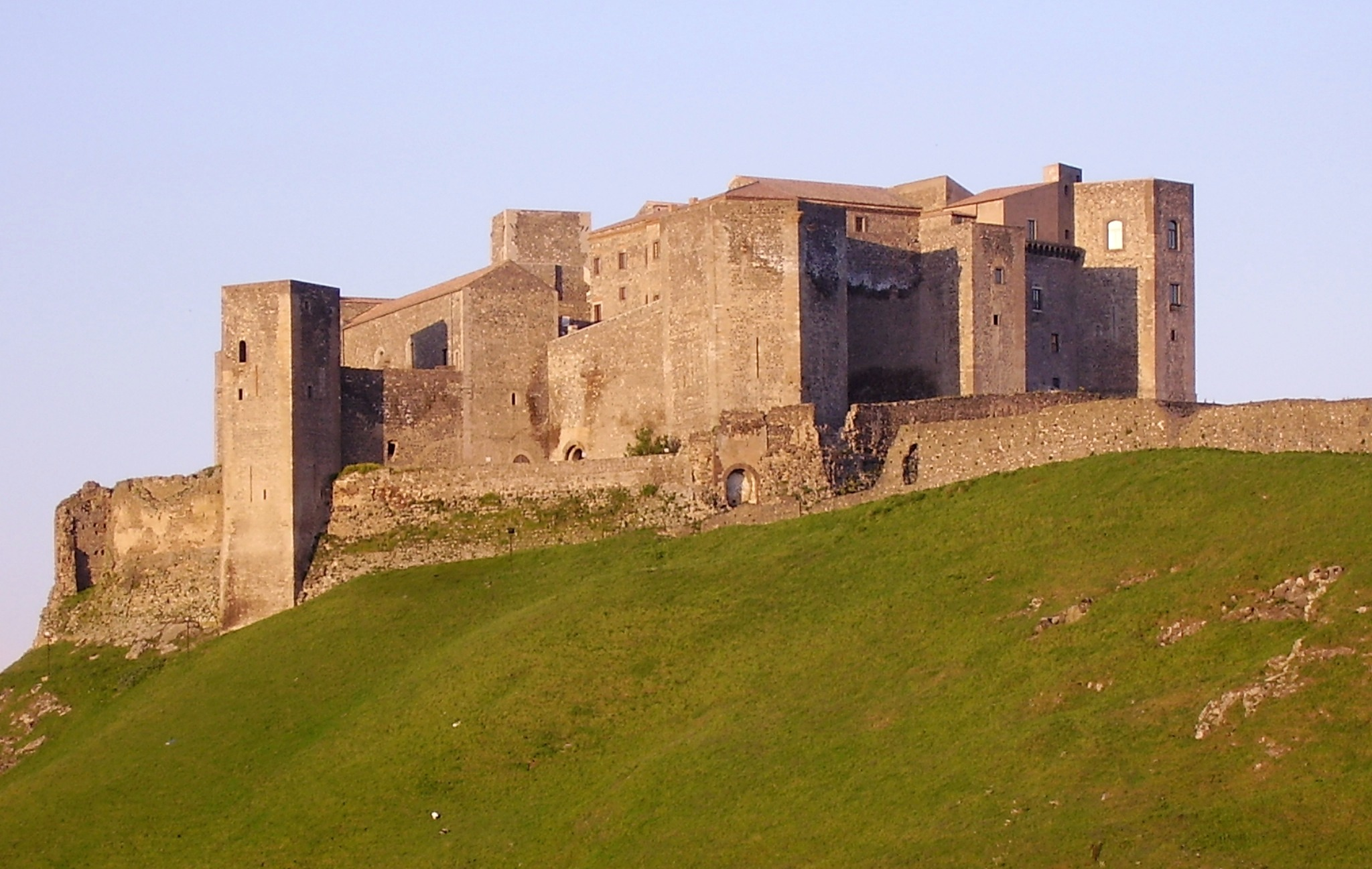
Zamek Normanów
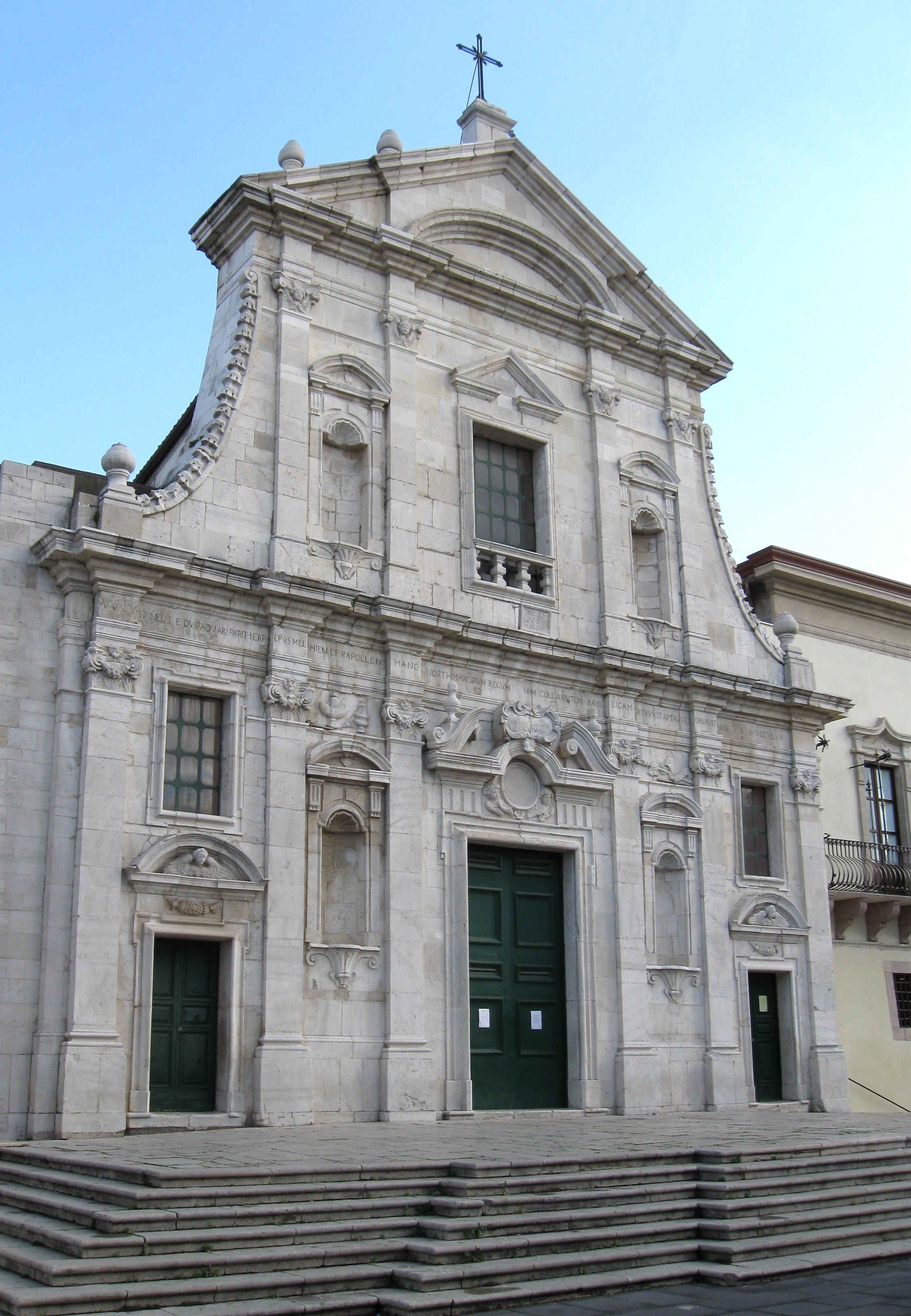
Katedra
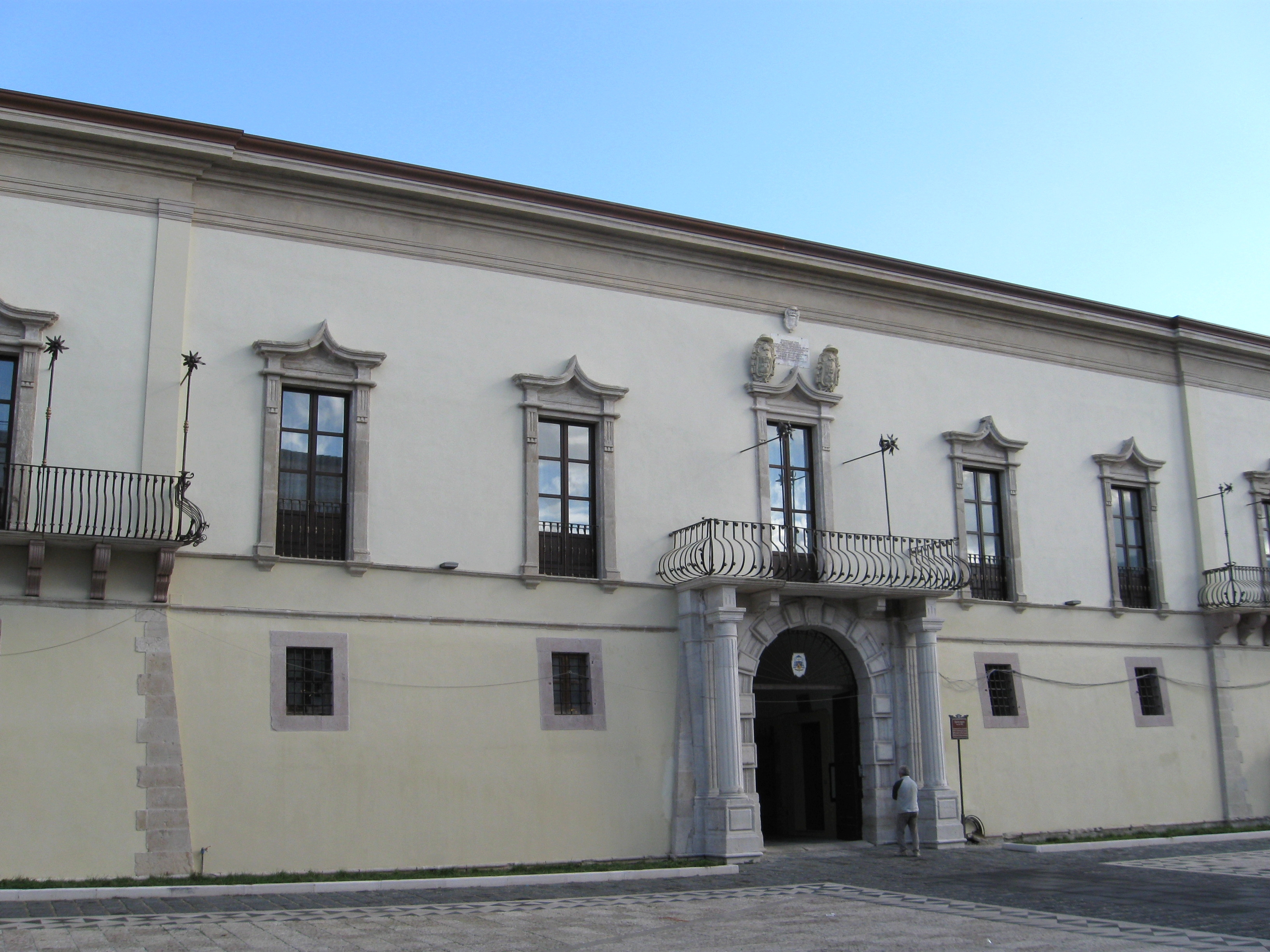
Pałac biskupi